# Capilla de Santa Inés (Mezquita-catedral de Córdoba)

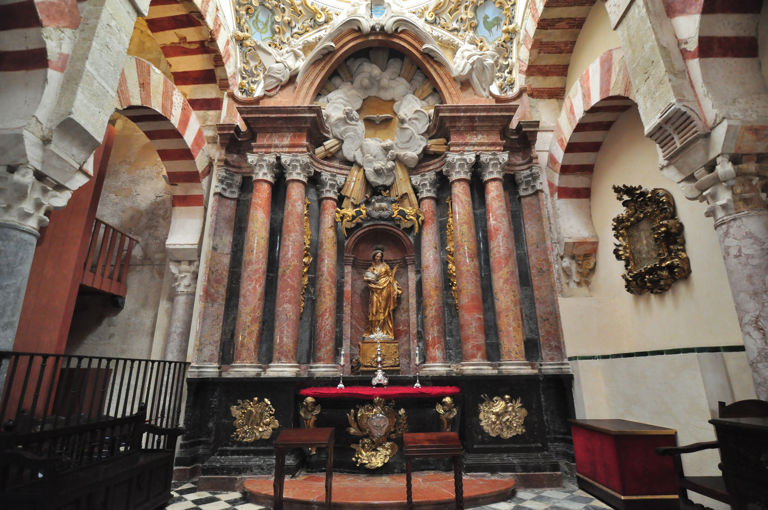
Retablo de la capilla de Santa Inés.

La capilla de Santa Inés de la Mezquita-Catedral de Córdoba es una capilla situada en el muro sur de dicho templo. Fue proyectada en 1761 por el arquitecto francés Baltasar Dreveton.
La capilla fue fundada por el arcediano de Castro Per Alfonso entre 1350 y 1363, notario del rey Alfonso XI de Castilla, para que sus restos descansaran en la misma. No obstante, recibió una segunda fundación en 1481 por el arcediano Castro Ruy Méndez de Morales. En 1887 se dio derecho de sepultura en la capilla a Rafaela Carrión y Lara y a sus descendientes.
La planta de la capilla es cuadrangular y su alzado culmina en una bóveda con lucerna, soportada por pechinas, ornamentación y yeserías. Ha sufrido diversas transformaciones y restauraciones a lo largo de su historia, y la última de ellas fue llevada a cabo entre los años 1993 y 1994.
Lo más destacable de la capilla es su retablo, realizado por el artista francés Miguel Verdiguier en 1761, autor también de los púlpitos de la Mezquita-Catedral, y que consta de una hornacina flanqueada por columnas de capitel corintio distribuidas en diferentes planos. La imagen de Santa Inés, realizada por el autor del retablo, está considerada como una de las primeras realizaciones academicistas llevadas a cabo en la ciudad de Córdoba. El canon de la imagen es alargado y la policromía de los ajustados ropajes que cubren a la santa fueron realizados en oros. En el ático del retablo está representado el Espíritu Santo en forma de paloma.